# Парламентские выборы в Исландии (2009)

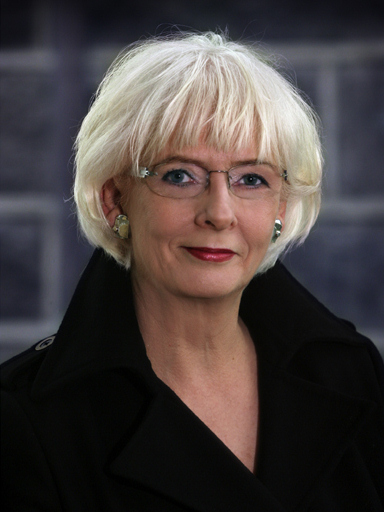
Йоханна Сигурдардоттир

Парламентские выборы в Исландии 2009 года были проведены 25 апреля в результате сильного давления общественности из-за финансового кризиса в Исландии. Социал-демократический альянс и Лево-зелёное движение сформировали коалиционное правительсьво с премьер-министром Йоханной Сигурдардоттир во главе. Обе партии набрали большое количество голосов и теперь вместе имеют абсолютное большинство мест в Альтинге. Получили места также Прогрессивная партия и новая, сформированная после протестов в январе 2009 года, партия «Гражданское движение», получившая 4 места. Партия независимости, которая была правящей в течение 18 лет, потерпела поражение потеряв треть голосов и девять мест в Альтинге.

## Предыстория
После разорения трёх крупнейших банков Исландии в октябре 2008 года, в стране начались недельные протесты. Эти протесты усилились после возвращения Альтинга с рождественского перерыва 20 января 2009 года. Через три дня Премьер-министр Гейр Хорде, председатель Партии независимости, объявил, что он не может более занимать свой пост в связи с тем, что у него нашли Рак пищевода. Так же он пообещал досрочные выборы 9 мая 2009 года. Однако Партия независимости намеревалась сохранить пост Премьер-министра, что казалось недопустимым для их союзников — Социал-демократического альянса. Правительство было распущено 26 января 2009 года.
После переговоров со всеми политическими партиями, представленными в Альтинге, Президент попросил Социал-демократический альянс сформировать новое правительство. Это оказалась коалиция меньшинства с Лево-зелёным движением при поддержке Прогрессивной партии и Либеральной партии Исландии. Йоханна Сигурдадоттир стала новым Премьер-министром.
Дата выборов была одним из соглашений, достигнутых в результате переговоров членов коалиции. Социал-демократы настаивали на 9 мая, тогда как Лево-зеленые хотели выборы в начале апреля. Однако была одобрено компромиссное предложение Партии независимости — 25 апреля. Три партии так же согласились созвать конституционное собрание, чтобы обсудить внесение возможных изменений в Конституцию. Не было достигнуто соглашения о возможном проведении референдума о вступлении в Евросоюз, это стало проблемой, разделившей коалицию.

## Партии
Прогрессивная партия была первой, кто сменил лидера после кризиса 2008 года: Гутни Аугёйстссон ушел в отставку и в качестве главы партии и как член Альтинга 17 ноября 2008 года. Сигмундур Давит Гунлаугссон был выбран главой партии 18 января 2009 года, хотя на тот момент не заседал в Альтинге. Одним из его первых действий в качестве лидера партии было требование ранних выборов и поддержка 7 членов его партии в Парламенте для присоединения к коалиции Социал-демократов и Лево-зеленых.
В Прогрессивной партии главой был выбран Бьярни Бенедиктссон-младший 29 марта 2009 года. Он предлагал провести два референдума по вступлению в ЕС: первый для начала переговоров по вступлению (которые могли затянуться до лета 2010 года), а второй по членству в ЕС после того как переговоры будут закончены.
Социал-демократический лидер, Ингибьёрг Соурлун Гисладоттир, так же была нездорова с сентября 2008 в связи с опухолью мозга. Хотя изначально она планировала оставаться главой партии, когда Йоханна Сигурдадоттир стала Премьер министром, 8 марта 2009 года она заявила, что не может быть уверена в своем здоровье. Йоханна до этого заявляла, что не хотела бы становиться главной партии, однако в середине марта изменила свою точку зрения, и объявила, что по просьбам большинства членов партии, будет одним из кандидатов. Она была выбрана с преимуществом в 97 % голосов в качестве лидера во время конгресса партии 27-29 марта.
После январских протестов были сформированы две новые партии: Гражданское движение и Демократическое движение. Обе боролись во всех 6 избирательных округах. L-List of Sovereign Candidates сняли своего кандидата 3 апреля 2009 года.

## Кампания
За неделю до выборов Партия независимости объявила, что партийным комитетом по связям с Европой было решено идти в сторону принятия Евро в качестве валюты при помощи Международного валютного фонда. Совсем незадолго до выборов Йоханна Сигурдоттир заявила, что её главной целью будет вступление в Евросоюз (при этом она подчеркнула, что уверена в соглашении с Лево-зелеными по этому вопросу) и предсказала, что в течение 4 лет Исландия войдет в зону Евро.

## Результаты
| Parties                                                                                             | Parties                                                   | Лидер                        | Голоса  | %     | +/−%  | Места | +/− |
| --------------------------------------------------------------------------------------------------- | --------------------------------------------------------- | ---------------------------- | ------- | ----- | ----- | ----- | --- |
| | Социал-демократический альянс (Samfylkingin)              | Йоханна Сигурдардоттир       | 55 758  | 29,8  | +3,0  | 20    | +2  |
| | Партия независимости (Sjálfstæðisflokkurinn)              | Бьярни Бенедиктссон          | 44 369  | 23,7  | −12,9 | 16    | −9  |
| | Лево-зеленое движение (Vinstrihreyfingin — grænt framboð) | Йонанн Сигфуссон             | 40 580  | 21,7  | +7,4  | 14    | +5  |
| | Прогрессивная партия (Framsóknarflokkurinn)               | Сигмундур Давид Гуннлаугссон | 27 699  | 14,8  | +3,1  | 9     | +2  |
| | Гражданское движение (Borgarahreyfingin)                  | нет избранного лидера        | 13 519  | 7,2   | +7,2  | 4     | +4  |
| | Либеральная партия (Frjálslyndi flokkurinn)               | Гудьон Арнар Кристьянссон    | 4148    | 2,2   | −5,1  | 0     | −4  |
| | Демократическое движение (Lýðræðishreyfingin)             | Астрор Магнуссон             | 1107    | 0,6   | +0,6  | 0     | —   |
| Всего                                                                                               | Всего                                                     |                              | 187 180 | 100,0 |       | 63    | —   |
| Пустых бланков: 6226 (3,2 %); Испорченных бланков: 528 (0,3 %); Явка:85,1 %. Источник: Morgunblaðið |                                                           |                              |         |       |       |       |     |

## Опрос общественного мнения
| Партия                           | Результат 2007 года' | февраль 2009 | 11-17 марта 2009 | в конце марта 2009 | 3 апреля 2009 | 9 апреля 2009 | 16 апреля 2009 | 21 апреля 2009 | 21-23 апреля 2009 |
| -------------------------------- | -------------------- | ------------ | ---------------- | ------------------ | ------------- | ------------- | -------------- | -------------- | ----------------- |
| Партия независимости             | 36,6 %               | 25,8 %       | 26,5 %           | 29,1 %             | 25,4 %        | 25,7 %        | 23,3 %         | 27,3 %         | 23,2 %            |
| Левые-Зеленое движение           | 14,3 %               | 24,1 %       | 24,6 %           | 25,8 %             | 27,2 %        | 26 %          | 28,2 %         | 25,7 %         | 26,3 %            |
| Социал-демократический альянс    | 26,8 %               | 27,7 %       | 31,2 %           | 31,7 %             | 29,4 %        | 32,6 %        | 30,7 %         | 32,2 %         | 29,8 %            |
| Прогрессивная партия             | 11,7 %               | 15 %         | 11,3 %           | 7,5 %              | 10,7 %        | 9,8 %         | 11,1 %         | 6,8 %          | 12,0 %            |
| Либеральная партия               | 7,3 %                | 2,5 %        | 1,3 %            | 1,8 %              | —             | 1,1 %         | 2 %            | 0,7 %          | 1,5 %             |
| Гражданское движение             | —                    | —            | 2,5 %            | —                  | —             | 3,6 %         | 4,4 %          | 4,9 %          | 6,8 %             |
| L-List of Sovereignty Supporters | —                    | —            | 1,9 %            | —                  | —             | —             | —              | —              | —                 |
| Демократическое движение         | —                    | —            | —                | —                  | —             | —             | —              | 2,0 %          | 0,5 %             |